# Planococcus hospitus
Planococcus hospitus är en insektsart som beskrevs av De Lotto 1961. Planococcus hospitus ingår i släktet Planococcus och familjen ullsköldlöss.
Artens utbredningsområde är Uganda. Inga underarter finns listade i Catalogue of Life.